# Cadillac V-16
La V-16 (a volte chiamata Cadillac Sixteen) è stata un'autovettura full-size di lusso prodotta dalla Cadillac dal 1930 al 1940 in serie limitata.

## Il contesto
Nel 1926 la Cadillac iniziò a sviluppare un nuovo modello di autovettura avente un motore multi-cilindrico. La scelta fu presa perché all'epoca era presente l'esigenza di avere un veicolo che possedesse un propulsore più potente e morbido nell'erogazione, rispetto a qualsiasi altro motore fino a quel momento disponibile. Lo sviluppo procedette segretamente per alcuni anni, durante i quali vennero allestiti diversi prototipi. Nel frattempo, Larry Fisher, dirigente della General Motors, e Harley Earl, designer del gruppo, visitarono diverse carrozzerie europee per avere l'ispirazione per la linea della nuova vettura. All'epoca molte case automobilistiche realizzavano alcuni loro modelli a telaio “nudo”, che era poi completato da carrozzerie specializzate con l'installazione del corpo vettura. La General Motors però aveva acquistato da un paio di decenni la carrozzeria Fisher Body, e da qualche anno la carrozzeria Fleetwood Metal Body, e quindi poteva realizzare i corpi vettura all'interno del gruppo. Le Cadillac con telaio “nudo” erano offerte solo se il cliente lo richiedeva insistentemente, ma fu una prassi applicata a pochi casi.
Il progetto continuò, ma fu solo dopo il crollo del mercato azionario nel 1929 che la Cadillac annunciò la disponibilità della costosa V-16. Il nuovo modello fu presentato al pubblico al salone dell'automobile di New York il 4 gennaio 1930. Esso rappresentò, nel decennio in cui fu prodotto, il modello più lussuoso e più costoso della gamma Cadillac. Venne assemblato fino al 1940, e la fine della produzione venne decisa a seguito del crollo di vendite conseguente allo scoppio della seconda guerra mondiale. Tutti gli esemplari erano assemblati su ordine del cliente, e il modello venne prodotto in serie limitata: solo 4.076 vetture furono costruite negli undici anni in cui il modello fu offerto. La maggior parte degli esemplari fu prodotta nel 1930, cioè prima che la grande depressione si aggravasse. La V-16 fu la prima vettura con motore V16 a essere prodotta di serie negli Stati Uniti. Dalla conformazione del motore derivò il nome del modello, V-16.

## La prima serie: 1930-1937 (Serie 452 e 90)
Il nuovo modello raccolse subito il favore della stampa e focalizzò su di esso l'attenzione del pubblico. La Cadillac iniziò la produzione immediatamente. A gennaio la produttività era di un paio di vetture al giorno, ma in breve tempo essa salì a 25 esemplari giornalieri. Entro aprile, vennero costruiti 1.000 esemplari ed entro giugno le vetture assemblate furono 2.000. Queste erano disponibili in una vasta gamma di corpi vettura. Il catalogo della Fleetwood del 1930, includeva 10 diversi tipi di carrozzerie. Erano anche presenti, in una busta, circa 30 ulteriori schizzi realizzati dai designer tra cui i clienti potevano scegliere. Complessivamente, durante il periodo in cui fu in produzione, vennero realizzati, dalla Fisher e dalla Fleetwood, 70 diversi tipi di carrozzerie diverse.
Nel giugno del 1930 cinque nuovi esemplari della V-16 parteciparono a un tour promozionale tra diverse città europee, tra le quali ci furono Parigi, Anversa, Bruxelles, Amsterdam, Utrecht, Copenaghen, Stoccolma, Berlino, Colonia, Dresda, Francoforte, Amburgo, Monaco di Baviera, Norimberga, Vienna (dove vinse un premio), Berna, Ginevra, Losanna, Zurigo, Madrid, San Sebastián, La Baule-Escoublac e Angers. Al ritorno dalla Spagna, le V-16 si fermarono anche a Cadillac, in Francia.
Dopo il picco di ordini della metà del 1930, la produzione calò drasticamente. Nell'ottobre del 1930 vennero realizzati solamente 54 esemplari. La produzione più bassa del biennio 1930/31 venne registrata nell'agosto 1931, con 7 esemplari assemblati, e nel novembre dello stesso anno, con 6 vetture. Questa scarsa produttività continuò anche nel decennio seguente, con soli 50 unità costruite dal 1935 al 1937. Il 1940 fu di poco migliore, con 51 esemplari prodotti. La Cadillac, più tardi, stimò che per l'assemblaggio della V-16 non solo non guadagnava denaro, ma era in perdita.
La produzione di questa generazione di V-16 continuò sotto vari nomi fino al 1937. Il corpo vettura fu rivisto nel 1933, e al nuovo modello fu dato il nome di Serie 452 C. Le innovazioni inclusero il sistema di ventilazione a controllo individuale.
Nel 1934 il corpo vettura fu riprogettato nuovamente e il modello venne chiamato Serie 452 D. Nel 1935 la V-16 venne rivista nuovamente, e il nuovo modello fu chiamato Serie 452 E. La V-16 ora aveva installato il tetto Turret Top della Fisher, sebbene le vetture fossero ancora costruite dalla Fleetwood. Questa caratteristica rimase immutata fino al 1937. Con un passo di 3.912 mm e un peso di 3.000 kg, le V-16 erano le vetture prodotte in serie più grandi mai costruite negli Stati Uniti. Gli esemplari prodotti nel 1934 e nel 1935 furono 150.

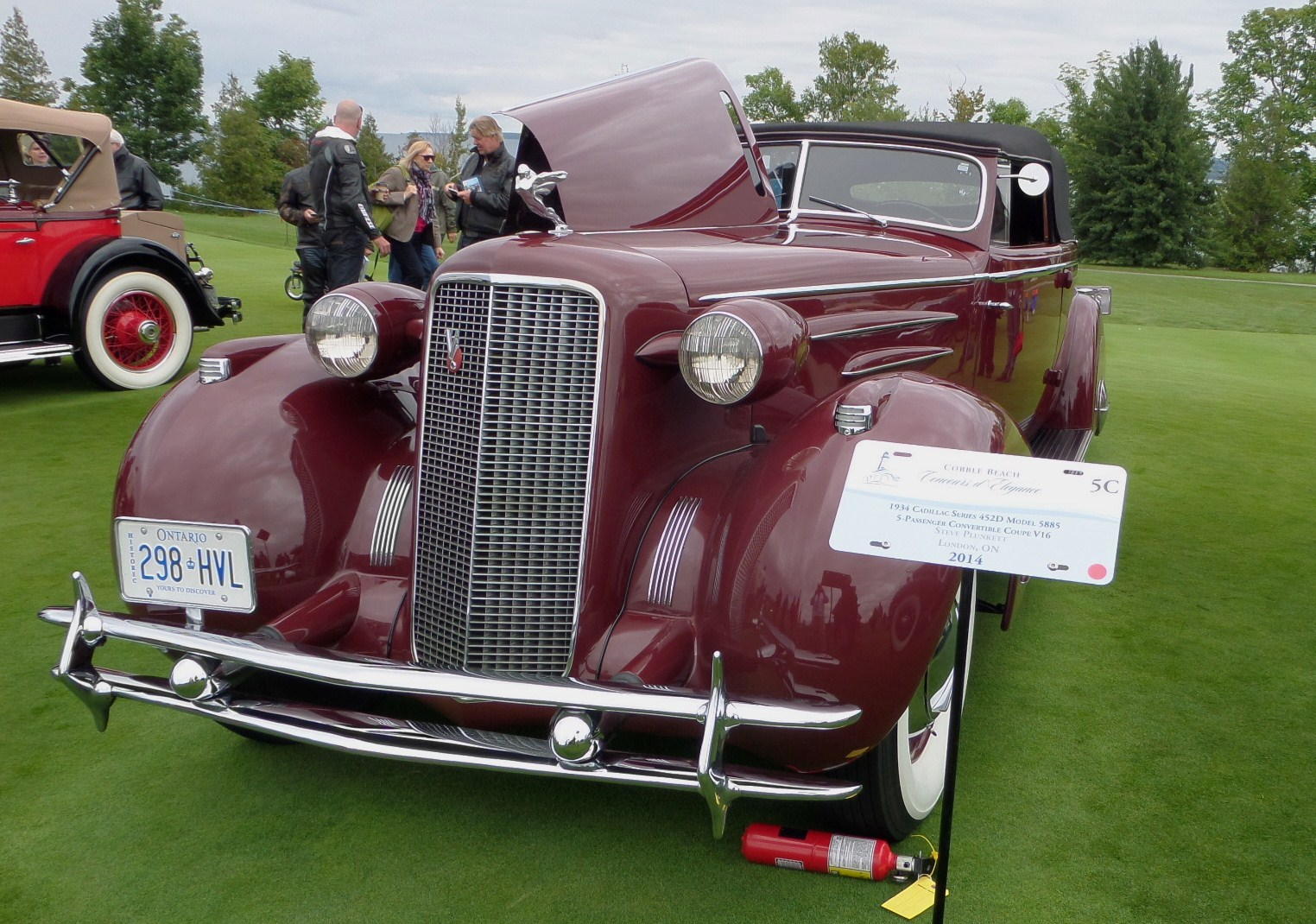
Cadillac Serie 90 del 1937

Nel 1936 il modello fu rivisto e fu rinominato Serie 90; era assemblato sul pianale D della General Motors. Nell'anno in questione vennero assemblati 52 esemplari. I freni idraulici furono aggiunti all'equipaggiamento nel 1937. Nell'anno appena citato, furono realizzati 50 veicoli.
Progettata da Harley Earl, questa serie di V-16 venne assemblata a Detroit. Il motore installato era un V16 da 7,4 L di cilindrata. Il cambio era sincronizzato a tre rapporti. Il motore era montato anteriormente, mentre la trazione era posteriore.

## La seconda serie: 1938-1940 (Serie 90)
La V-16 Serie 90 e la V-12 Serie 80 e 85, vennero essenzialmente unite nel 1938 con l'introduzione del nuovo motore V16 a valvole laterali della Cadillac. Questo propulsore aveva un angolo tra le bancate di 135°, doppio carburatore, doppia pompa del carburante, doppi distributori, doppia pompa dell'acqua e nove supporti di banco (contro i cinque del motore precedente). Il nuovo motore aveva una ancor più elevata morbidezza di erogazione, che conferì alle V-16 del periodo 1938-40 la migliore accelerazione al mondo in quell'epoca, oltre che consumi leggermente ridotti nel segmento delle vetture con motore V16. Esso produceva 185 CV di potenza, quindi circa venti cavalli in più rispetto al propulsore originario che ne erogava 165. 
Al minimo regime, questo motore era quasi silenzioso e la sua erogazione era morbida e progressiva come se si fosse trattato di un motore sovralimentato con compressore a bassa pressione. Il passo fu ridotto 3.581 mm, ma la lunghezza complessiva rimase 5.639 mm. Le nuove V-16, chiamate ora dalla Cadillac "Sixteen", erano in sostanza delle Serie 75 con un nuovo motore V16, sebbene esse differissero dai modelli V8 per la presenza di un diverso parafiamma e per differenti altri particolari nell'allestimento. Solo nel 1938 le vetture ebbero in dotazione, sul bottone del clacson, la scritta “Sixteen” in stile art déco. Nel 1939 e nel 1940 la scritta fu sostituita con il classico logo Cadillac. Nel primo anno di produzione vennero venduti 315 esemplari, mentre nel secondo 138. La produzione del model year 1940 terminò nel dicembre del 1939.
Progettata da Harley Earl, anche questa generazione di V-16 venne assemblata a Detroit sul pianale D della General Motors. Il cambio era sincronizzato a tre rapporti. Il motore era montato anteriormente, mentre la trazione era posteriore. Il propulsore era un V16 da 7,1 L di cilindrata.

## Motori
Sulla V-16 vennero utilizzati due tipi di motori V16 differenti:
- Sulla Serie 452 dal 1930 al 1937, fu installato un propulsore a valvole in testa con l'angolo tra le bancate di 45°.
- Sulla Serie 90 dal 1938 al 1940, venne installato un motore a valvole laterali con l'angolo tra le bancate di 135°.

## La Cadillac Sixteen concept

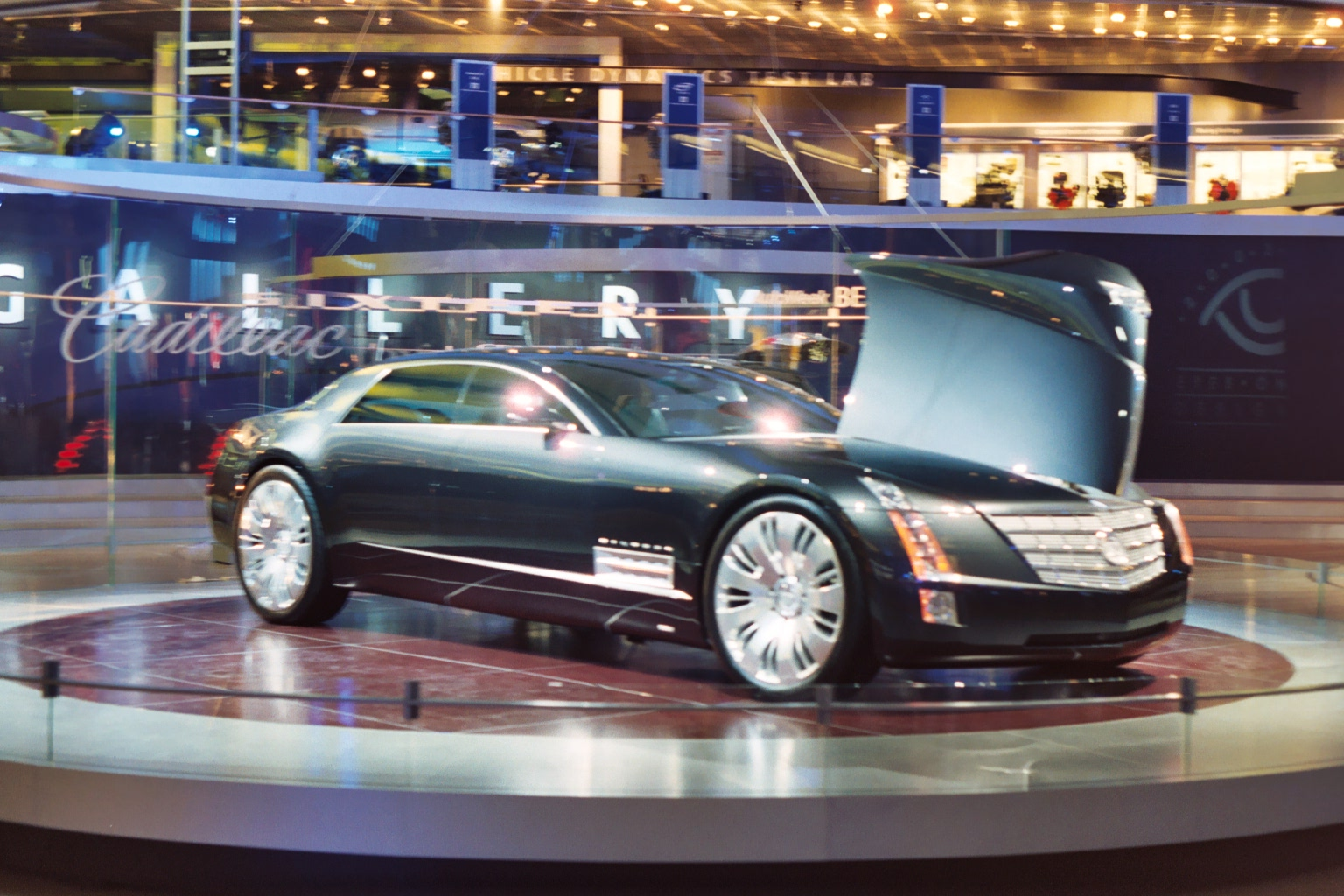
La Cadillac Sixteen, concept car ispirata alla V-16

Nel 2003 la Cadillac ha presentato al pubblico la concept car Sixteen. La vettura ha installato un motore V16 che eroga una potenza di 1.000 CV. Anche se utilizza uno stile del tipo A&S (Art & Science), che era caratteristico della Cadillac, il modello condivide molti piccoli dettagli con la V-16 classica. La Sixteen è anche conosciuta per avere il logo della casa automobilistica intagliato su cristallo e posizionato sul volante, oltre a un orologio di Bulgari.